# Vinjerac
Vinjerac je naselje na Hrvaškem, ki upravno spada pod občino Posedarje Zadrske županije.
Področje Vinjerca je bilo poseljeno že v prazgodovini. Na griču Oraška glavica nad današnjim naseljem se nahajajo ruševine ilirskega in ostanki antičnega naselja (temelji: raznih zidov, zgradb in akropole). Na lokaciji na kateri leži današnje naselje se je v srednjem veku razvilo naselje, ki pa so ga Benečani leta 1571, ko so ga odvzeli Turkom porušili. Obnovljeno naselje so Turki leta 1657 ponovno porušili. Današnji Vinjerac pa se je razvil v 17. stoletju z naselitvijo prebivalcev iz Sv. Juraja pri Senju, ki so se naselili okoli utrjenega danes porušenega dvorca beneške družine Venier (Castel Venier), od tod tudi ime naselja. V naselju stoji župnijska cerkev sv. Antuna Padovanskog postavljena v 17. stoletju in temeljito obnovljena leta 1846.  V bližini naselja, na rtu vinjeračkega polotoka, stoji ohranjena srednjeveška cerkev Sv. Marka, ki je bila del pavlinskega samostana porušenega v 15. stoletju.

## Demografija
| Pregled števila prebivalcev po letih | Pregled števila prebivalcev po letih | Pregled števila prebivalcev po letih | Pregled števila prebivalcev po letih | Pregled števila prebivalcev po letih | Pregled števila prebivalcev po letih | Pregled števila prebivalcev po letih | Pregled števila prebivalcev po letih | Pregled števila prebivalcev po letih | Pregled števila prebivalcev po letih | Pregled števila prebivalcev po letih | Pregled števila prebivalcev po letih | Pregled števila prebivalcev po letih | Pregled števila prebivalcev po letih | Pregled števila prebivalcev po letih |
| ------------------------------------ | ------------------------------------ | ------------------------------------ | ------------------------------------ | ------------------------------------ | ------------------------------------ | ------------------------------------ | ------------------------------------ | ------------------------------------ | ------------------------------------ | ------------------------------------ | ------------------------------------ | ------------------------------------ | ------------------------------------ | ------------------------------------ |
| 1857                                 | 1869                                 | 1880                                 | 1890                                 | 1900                                 | 1910                                 | 1921                                 | 1931                                 | 1948                                 | 1953                                 | 1961                                 | 1971                                 | 1981                                 | 1991                                 | 2001                                 |
| 377                                  | 462                                  | 574                                  | 728                                  | 831                                  | 866                                  | 900                                  | 768                                  | 627                                  | 597                                  | 512                                  | 483                                  | 328                                  | 273                                  | 265                                  |